# لئوپارد ۲
لئوپارد-۲ (به آلمانی: Leopard 2 به معنی پلنگ ۲) تانکی است که توسط شرکت کراوس‌مافای وگمان در اوایل دهه ۱۹۷۰ برای ارتش آلمان غربی توسعه یافت. این تانک برای اولین بار در سال ۱۹۷۹ وارد خدمت شد و جایگزین لئوپارد-۱ تانک قبلی آلمانی‌ها شد. مدل‌های مختلفی از این تانک در نیروهای مسلح آلمان و دوازده کشور اروپایی دیگر و همچنین چندین کشور غیر اروپایی خدمت کرده‌است. بیش از ۳٬۴۸۰ تانک لئوپارد-۲ تولید شده‌است. اولین جنگ واقعی این تانک به همراه ارتش آلمان در نبرد کوزوو بوده و همچنین به همراه نیروهای ایساف کانادایی و دانمارکی در افغانستان نیز به عملیات پرداخته‌است.
آلمان نیز در پی جنگ روسیه و اکراین برای کمک تسلیحاتی به اکراین چنده ده عراده از تانک لئوپارد۲ را به اکراین ارسال کرد. 
طراحی این تانک از زمانی آغاز شد که آلمان از پروژه ام‌بی‌تی-۷۰ کنار کشید. این پروژه در دهه ۱۹۶۰ به‌طور مشترک با آمریکا برای طراحی یک تانک پیشرفته جدید انجام می‌شد و با وجود هزینه بسیار تنها به تولید چند پیش‌نمونه منتهی شد اما از دستاوردهای آن در طراحی لئوپارد ۲ در آلمان و ام۱ آبرامز در آمریکا استفاده شد. وزن لئوپارد ۲ در ابتدا قرار بود حداکثر ۵۰ تن باشد اما پس از اینکه در جنگ اعراب و اسرائیل ۱۹۷۳ برتری تانک‌های دارای زره قوی‌تر مشخص شد وزن تانک به ۶۰ تن افزایش یافت.

## تاریخچه
دلیل ساخت لئوپارد ۲ این بود که لئوپارد ۱ علی‌رغم کارایی بالا از جمله تحرک پذیری عالی دارای زره کمی بود و این مسئله با ورود سری تانک‌های جدید روسی همچون تی۷۲ بیشتر خود نمایی می‌کرد. در سال ۱۹۶۵ آلمان قصد داشت نسخه ای از لئوپارد ۱ را با توپ ۱۲۰ میلیمتری ال۴۴ توسعه دهد ولی این طرح در نهایت به نفع mbt_70 که بین آمریکا و آلمان مشترک بود کنار رفت. اگر چه mbt_70 یک طرح انقلابی بود ولی با وجود هزینه بودجه زیاد در نهایت آلمان در سال ۱۹۶۹ از این طرح کنار رفت و آمریکا به سراغ آبرامز و آلمانها به سراغ لئوپارد ۲ رفتند. این تانک در سال ۱۹۷۱ در دستور کار قرار گرفت و ۱۷ نسخه اولیه از آن سفارش شد که البته در نهایت ۱۶ عراده ساخته شد. تانک قرار بود وزنی معادل ۵۰ تن داشته باشد ولی با درگرفتن جنگ ۱۹۷۳ اعراب و اسراییل و مشخص شدن برتری تانک‌هایی که دارای زره بیشتر بودند با افزایش زره تانک وزن تانک به ۶۰ تن رسید. از پیش نمونه ۱۴ به بعد شکل برجک تغییر پیدا کرد که دو دلیل عمده داشت: ۱_نصب زره جدید و از طرفی استفاده از طرح شیب دار کردن جلوی برجک برای منحرف کردن گلوله‌های ضد زره ۲_جا گرفتن انبار مهمات تانک در پشت برجک که باعث پهن‌تر شدن برجک نسبت به لئوپارد ۱ شده بود. برخی از پیش نمونه‌های مجهز به توپ۱۰۵ میلیمتری قبلی شدند ولی از پیش نمونه ۱۳ به بعد همه مجهز به توپ ۱۲۰ میلیمتری بااستفاده از یک سیستم آتش جدید شدند. در سال ۱۹۷۶ این نسخه‌های آزمایشی که آن‌ها را لئوپارد ۲ای‌وی می‌نامیدند به آمریکا منتقل شدند. با وجود اینکه سیستم کنترل آتش این نسخه همچنان ساده و در حد لئوپارد ۱ بود ولی طی سال ۱۹۷۶ لئوپاردهای ۲ با نسخه‌های آزمایشی اکس‌ام۱ آبرامز تمرینات زیاده انجام دادند. ارتش آمریکا یک سال بعد طی گزارشی اعلام کرد که لئوپارد ۲ از نظر قدرت آتش و تحرک با آبرامز برابر است ولی آبرامز دارای زره مقاوم تر و کارآمدتری است.
در سال ۱۹۷۷ دو برجک و سه شاسی جدید سفارش داده شده بود که دارای زره بیشتر بودند. این سفارش جدید بر اساس آزمایش لئوپارد ۲ با آبرامز سفارش داده شده بود. در نهایت این مدل جدید به عنوان پایه برای تولید انبوه لئوپارد ۲ شناخته شد و ۱۸۰۰ عراده از این تانک جدید در سال ۱۹۷۸ سفارش داده شد که اولین سفارش در اکتبر ۱۹۷۹ به ارتش آلمان تحویل داده شد. در همان سال ارتش هلند ۴۴۵ ارابه لئوپارد ۲ سفارش داد تا اولین مشتری لئوپارد ۲ باشد. البته ارتش هلند اول قصد داشت آبرامز را سفارش دهد ولی قیمت بالاتر و عدم پذیرش طرف آمریکایی برای نصب توپ ۱۲۰ میلیمتری ساخت هلند بر روی آبرامزهای هلندی باعث سفارش لئوپارد ۲ از سوی هلند شد. سوییس نیز ۳۴۵ ارابه از این تانک را طی مجوزی در داخل کشور تولید کرد. البته این کشور ۳۵ ارابه از این تانک را در سال ۱۹۸۳ تحویل گرفته بود. بدین سان لئوپارد ۲ توانست به موفقیت‌های بزرگی در بازار اروپا دست پیدا کند موفقیتی که هیچ‌کدام از تانک‌های چلنجر۲ لگرک و اریت ایتالیایی به آن دست پیدا نکرده بودند.تجهیزات راننده به سه عدد پریسکوپ مجهز شده‌است و فضای سمت چپ راننده برای ذخیره‌سازی مهمات در نظر گرفته شده‌است. یک دوربین با زاویه دید ۶۵ درجه افقی و عمودی در پشت تانک نصب شده که به کمک یک صفحه نمایشگر تلویزیونی به راننده کمک می‌کند تا بتواند در جهت عکس نیز حرکت کند. به کمک این سیستمها راننده می‌تواند بدون کاستن از سرعت تانک یا تعویض دنده سریعاً تغییر مسیر بدهد و در زمینهای ناهموار سرعت خود را حفظ کند. برجک در وسط تانک قرار گرفته‌است. طبق اصلاحات و برنامه‌های بهینه‌سازی انجام گرفته بر روی تانک، نسل سوم زره‌های کامپوزیتی (زره مرکب) بر روی تانک نصب شده و زره قسمت جلویی و جانبی برجک به کمک تکه‌هایی از زره پیش ساخته تقویت شده‌است که این تکه‌ها بر روی زره اصلی نصب شده‌اند. تقویت زره تانک موجب حفاظت بیشتر در مقابل حملات راکتهای ضد تانک و گلوله‌های ثاقب APFSDS و گلوله‌های HEAT با خرج شکل‌دار، گردیده‌است. همچنین این تکه‌ها مثل یک عایق صوتی و حرارتی برای تانک ایفای نقش می‌کنند.
جایگاه فرمانده تانک مجهز به یک پریسکوپ مستقل PERI-R 17 A2 می‌باشد. پریسکوپ PERI-R 17 A2 یک پریسکوپ متعادل با میدان دید وسیع می‌باشد که مجهز به سیستم‌های پیشرفتهٔ دید درشب و تعیین هدف است. این پریسکوپ قابلیت گردش ۳۶۰ درجه ای دارد. یک نمایشگر ویژه تصویر ارسالی از پریسکوپ را نمایش می‌دهد.
در صورت به خدمت گرفتن سیستم کنترل آتش می‌توان از این پریسکوپ برای شلیک نیز استفاده کرد. جایگاه توپچی به یک سیستم نشانه روی اولیه و متعادل از نوع EMES 15 با قدرت بزرگنمایی دو برابر مجهز است. این سیستم نشانه روی به یک سیستم مسافت‌یاب لیزری ویک دوربین نشانه روی حرارتی از نوع آشکارساز مادون قرمز مجهز است. از سیستم مسافت‌یاب لیزری می‌توان در ماموریت‌های ضد بالگرد نیز استفاده کرد.
اتاقک خدمه به یک سیستم آشکارساز انفجار و یک سیستم اطفا مجهز شده‌است. یک دیوار ضد آتش، اتاقک را از بخش جدا می‌کند تادر صورت آتش‌سوزی ویا انفجار احتمالی بخش موتور به خدمه تانک آسیبی وارد نشود.
تانک به یک سیستم مکان‌یاب جهانی(GPS)و یک سیستم ناوبری خودکار تشکیل شده‌است. به‌علت افزایش قطر زره برجک، وزن برجک افزایش یافته‌است بنابر این سیستم الکترو هیدرولیکی گرداننده برجک با یک سیستم الکتریکی قویتر و مطمئن تر جایگزین شده‌است.
سلاح اصلی تانک لئوپارد ۲ یک توپ ۱۲۰ میلیمتری لوله کوتاه و بدون خان بنام L-44است. مدل A6EX به یک توپ ۱۲۰ میلیمتری فاقد خان بنام L-55 مجهز شده‌اند که طول لوله آن افزایش یافته‌است. افزایش طول لوله به توپ این قابلیت را داده‌است تا درصد بیشتری انرژی موجود در لوله را برای بالا بردن سرعت و نفوذ و برد گلوله، صرف کند. این توپ مجهز به به سیستم فشنگ پران اتوماتیک می‌باشد. تانک M1A2 آمریکایی دقیقاً از توپ تانک لئوپارد ۲ استفاده می‌کند و ایالت متحده این توپ ۱۲۰ میلیمتری را تحت لیسانس آلمان تولید می‌کند. این خود از توان بالای این صلاح حکایت می‌کند. این توپ تقریباً با تمامی مهماتهای فعلی ۱۲۰ میلیمتری و مهمات جدید نفوذ کنندهٔ APFSDS سازگار می‌باشد. با افزایش قدرت آتش توپ اصلی، تانک قادر است تا با اهداف پروازی در ارتفاع پایین نیز درگیر شود. تانک برای هدف قرار دادن اهداف کوتاه پرواز از گلوله‌های ویژای استفاده می‌کند که ایالات متحده آنها را طراحی کرده و ساخته‌است.
علاوه بر توپ اصلی تانک به دو قبضه مسلسل MG3 کالیبر۷٫۶۲ میلیمتری مجهز می‌باشد که یک مسلسل به‌صورت موازی با توپ و دیگری روی برجک تانک نصب شده‌است.
موتو تانک یک موتو دیزلی بنام MTU MB 873 است که ۱۵۰۰ اسب توان تولید می‌کند. لازم است ذکر شود که یک موتور دیزلی دیگر به نام MTU MT 883 نیز بر روی تانک آزمایش شده‌است که توانی معادل ۱۶۵۰اسب دارد. با کمک این موتورها تانک می توند بیشینه سرعتی معادل ۷۲ کیلومتر بر ساعت دست پیدا کند.

## کاربران در سایر نیروهای مسلح و روند تحویل

### شیلی
ارتش شیلی از ۱۴ نوامبر ۲۰۰۷ اولین تانک‌های جنگی سری لئوپارد-۲ را داشته‌است. وسایل نقلیه موجود در بوندسوهر کاملاً تعمیرات اساسی شده و برای تأمین نیازهای شیلی تبدیل شدند. در طی مذاکرات، قرارداد تعداد فروش آنها چندین برابر شد. در ابتدا ۱۱۸ بود، بعداً تعداد به ۱۴۰، سپس به ۱۷۲ افزایش یافت. قیمت خرید ۸۸ میلیون یورو اعلام شده‌است. حدود ۱۴۰ تانک در حال استفاده است، بقیه به عنوان تانک‌های آموزشگاه رانندگی یا از قطعات آنها به عنوان لوازم یدکی استفاده می‌شود. این قرارداد همچنین شامل تحویل ابزارهای ویژه، تجهیزات آزمایش و پشتیبانی آموزشی بود. مورد اخیر توسط بوندسوهر بین سالهای ۲۰۰۶ و ۲۰۰۸ انجام شده‌است. در مجموع سه گردان به تانک لئوپارد ۲ شیلی (2A4CHL) مجهز شدند.

### دانمارک
در اواسط دهه ۱۹۹۰، ارتش دانمارک به دنبال جایگزینی سهام لئوپارد-۱ خود بود. مأموریت‌ها در یوگسلاوی فهرست نیازها و توانایی‌های تانک جنگی جدید را تعیین کردند. ارتش دانمارک در این ماموریت‌ها از تجربه سوئد استفاده کرده‌است.
در دسامبر ۱۹۹۷، با توصیه مدرسه نظامی در اوکسبیل به دولت، ۵۱ دستگاه ارتقا یافته (2A5DK) با ترکیب تانک مانهایم سوئدی خریداری کرد.
پس از تجدید ساختار نیروهای مسلح در سال ۲۰۰۴، ۱۸ دستگاه لئوپارد (2A4) دیگر از موجودی بوندسوهر خریداری شد که شش فروند از آنها به (2A5DK) ارتقا یافت. لئوپارد-۲ از موجودی بوندسوهر خریداری شد.

### فنلاند
فنلاند برای جایگزینی T-55 و T-72GM1 بین سالهای ۲۰۰۲ و ۲۰۰۳، لئوپارد-۲ آلمانی را خریداری کرد. از ۱۲۴ تانک جنگی، شش مورد به عنوان لایه پل با پل تانک حمل و نقل سریع ایگوانا، شش مورد به عنوان تانک پاکسازی مین و دوازده مورد برای به‌دست آوردن قطعات یدکی استفاده می‌شود. از ۱۵ لئوپارد-۲ خریداری شده در تاریخ بعدی نیز برای تهیه قطعات یدکی یا خودروهای جایگزین استفاده می‌شود.
از ژوئن ۲۰۰۹ فنلاند در حال بررسی احتمال افزایش ارزش جنگی پلنگ موجود ۲ خود است.

### یونان
ارتش یونان ۱۸۳ دستگاه لئوپارد 2(A4) و ۱۷۰ دستگاه لئوپارد 2(A6 HEL) را در خدمت دارد.

### اندونزی
در توافق نهایی تحویل در سال ۲۰۱۲ که شامل ۱۰۳ مدل نوسازی شده این تانک در مرحله توسعه به (A4) است. قرارداد منعقد شده در دسامبر ۲۰۱۲ به ارزش کلی ۲۱۶ میلیون یورو بوده‌است.

### کانادا
ارتش کانادا ۸۰ تانک لئوپارد-2(A4) و ۲۰ لئوپارد-2(A6) را از هلند در سال ۲۰۰۷ خریداری کرد. در مجموع ۱۱۲ تانک از هر نوع مختلف توسط ارتش کانادا مورد استفاده قرار می‌گیرد.

### اتریش
ارتش اتریش ۱۱۴ لئوپارد 2A4 را از سهام مازاد هلند خریداری کرد.

### آلمان
ارتش آلمان از مارس ۲۰۱۵ حدود ۲۵۰ تانک لئوپارد ۲ در خدمت داشت. این تعداد به ۳۲۸ تانک A6، A6M و A7 افزایش خواهد یافت.

### مجارستان
معامله ای برای ۴۴ لئوپارد-2(A7) + و ۱۲ لئوپارد-2(A4) دست دوم در ۱۹ دسامبر ۲۰۱۸ امضا شد. هر دوازده هواپیمای حامل A4 از اول دسامبر سال ۲۰۲۰ وارد مجارستان شدند.